# L'amico d'infanzia
L'amico d'infanzia è un film del 1994 diretto da Pupi Avati. Ambientato tra Chicago e l'Indiana, si apre e si chiude sulle note del preludio del Parsifal wagneriano.

## Trama
Chicago: Duncan Mackay conduce da tanti anni XXVth hour, un talk show molto popolare in cui si intervistano personaggi pubblici a viso aperto, ponendoli di fronte a domande molto dirette e spingendoli a rivelare fatti "scomodi". Quando il presentatore viene trovato morto in una camera d'albergo la guida del programma passa ad Arnold Gardner, nativo di Spencer, nell'Indiana, divorziato, con due figli e un padre che fu uno stimato giudice ed è ora anziano e malato.
Pur giovane, Arnold non fa rimpiangere il predecessore, e gli ascolti battono in breve tempo tutti i record della storia della trasmissione. Nel frattempo, a Spencer, Eddie Chuck Greenberg, un suo amico d'infanzia con cui conduceva programmi radiofonici ai tempi del college e che Arnold aveva promesso di portare con sé quando avesse ottenuto il successo, esce dall'ospedale. Vedovo da tre anni di una donna che ha trascorso la parte finale della propria esistenza su una sedia a rotelle, con un tumore allo stomaco in fase terminale e un figlio in prigione, è deciso a farla finita. Uccide il cane e sta per spararsi quando vede per caso il suo vecchio amico in televisione.
L'invidia, una vita frustrata e senza più niente da perdere lo convincono a cercare vendetta. Arnold comincia a ricevere messaggi inquietanti e telefonate minacciose, nelle quali Eddie gli impone di rivelare in trasmissione alcuni lati oscuri del proprio passato. Il presentatore però non cede, credendo che si tratti di uno psicopatico che si spaccia per Greenberg. Mette al sicuro la famiglia e al tempo stesso confessa all'ex moglie di aver violentato in gioventù una ragazza assieme al compagno del college. Rimasta incinta, la donna fu costretta a sposare Eddie, mentre Gardner riuscì a uscire dai guai grazie all'intercessione del padre.
Eddie non demorde, e, tirando avanti a dosi di morfina, uccide prima una donna e poi un ex-poliziotto (che viveva assieme ad Arnold) a scopo dimostrativo, nascondendosi nella soffitta dell'abitazione. Pochi giorni dopo, infine, riduce il padre di Gardner in fin di vita. La polizia ritiene necessario a questo punto accondiscendere alle richieste dell'assassino. Ci sarà un colloquio telefonico durante una puntata della trasmissione. Così avviene, e mentre il presentatore cerca in qualche modo di salvare la propria dignità di fronte alle accuse dell'amico d'infanzia, le forze dell'ordine localizzano il luogo dal quale l'uomo sta telefonando. Eddie, braccato, si suicida con un colpo di fucile e spira chiedendo di poter rivedere un'ultima volta la persona un tempo più cara.
Rientrato in casa, sulle note del Parsifal Arnold, sconvolto, trova una videocassetta che Chuck ha introdotto nel suo televisore, un filmato in cui questi, vicino alla moglie tetraplegica, gli fa gli auguri di buon compleanno.